# 9932 Kopylov
A 9932 Kopylov (ideiglenes jelöléssel 1985 QP5) a Naprendszer kisbolygóövében található aszteroida. Nyikolaj Sztyepanovics Csernih fedezte fel 1985. augusztus 23-án.